# سقوط
السقوط هو المسبب الرئيسي الثاني  للموت بفعل الحوادث في العالم، وأحد أكثر الإصابات شيوعًا، خصوصًا لدى كبار السن. حيث أن سقوط كبار السن يعد جزءًا هامًا من الطب الوقائي. عاملو الإنشاء، الكهربائيون، عاملو المناجم، الدهانون أيضًا أصحاب مهن ذات معدل إصابات عالٍ نتيجة السقوط.
حوالي 226 مليون حالة سقوط معتبرة حدثت في 2015. نتج عنها 527,000 حالة وفاة.

## الأسباب

### الحوادث
الحوادث هي المسبب الأكثر شيوعًا للسقوط لدى البالغين الأصحاء.  قد تكون بالانزلاق من على الأسطح الملساء، التعثر على السلالم، الأحذية غير المناسبة، المحيط المظلم، الأرضية غير المستوية، أو عدم ممارسة الرياضة.تقترح الدراسات أن النساء أكثر عرضة للسقوط من الرجال، وذلك يشمل كل الفئات العمرية.

### العمر
كبار السن وخاصة كبار السن المصابون بالخرف عرضة للإصابات بسبب السقوط أكثر من الشباب. كبار السن معرضون للخطر بسبب الحوادث، اضطرابات المشي، اضطرابات التوازن، ردود الفعل المتغيرة بسبب الضعف البصري، الحسي، الحركي والإدراكي، الأدوية وتعاطي الكحول، الالتهابات، والجفاف.

### المرض
الأشخاص الذين تعرضوا لسكتات معرضون لخطر السقوط نتيجة اضطرابات المشي، انخفاض توتر العضلات والضعف، الآثار الجانبية للأدوية المستخدمة في علاج مرض التصلب العصبي المتعدد MS، انخفاض سكر الدم، انخفاض ضغط الدم، وفقدان الرؤية.
الأشخاص المصابون بمرض باركنسون PD معرضون لخطر السقوط بسبب اضطرابات المشي، فقدان السيطرة على الحركة بما في ذلك التجمد والرعاش، اضطرابات النظام اللاإرادي مثل هبوط الضغط الانتصابي، الإغماء، متلازمة تسارع القلب الانتصابي، الاضطرابات العصبية والحسية بما في ذلك ضعف عضلات الأطراف السفلية، ضعف الإحساس العميق، نوبات الصرع، الضعف الإدراكي، الاعتلالات البصرية، اختلال التوازن، والآثار الجانبية للأدوية المستخدمة في علاج المرض.
الأشخاص المصابون بالتصلب المتعدد معرضون لخطر السقوط بسبب اضطرابات المشي، ارتخاء القدم، الترنح، انخفاض استقبال الحس العميق، الاستخدام المنخفض أو غير السليم للأجهزة المساعدة، انخفاض الرؤية، التغيرات الإدراكية، والأدوية المستخدمة في علاج المرض.

### مكان العمل

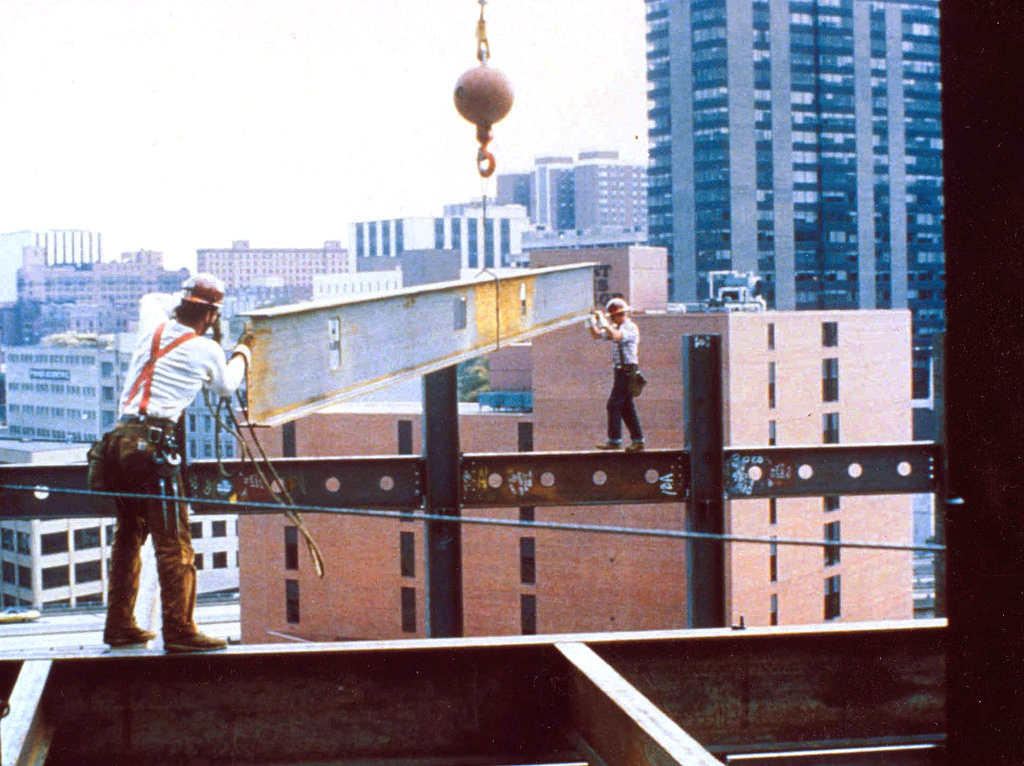
عمال معرضون للخطر دون معدات السلامة المخصصة

في الأوساط المهنية، حوادث السقوط عادة ما يشار إليها باختصار (STFs) الإنجليزي، حيث (Slips انزلاق / Trips تعثر / Falls سقوط) كما أنها تعد قضية هامة لدى خدمات السلامة والصحة المهنية. أي سطح للمشي/ للعمل قد يشكل خطر سقوط محتمل. الجوانب أو الحواف غير المحمية والتي يبلغ ارتفاعها 6 أقدام (1.8 م) أو أكثر يجب أن يتم حمايتها تجنبًا للسقوط عن طريق استخدام نظام السياج، نظام شبكة الأمان، أو نظام إيقاف السقوط الشخصي. هذه المخاطر تتواجد في عدة أشكال، قد يبدو بعضها غير مؤذٍ كتغيير مصباح من على السلم، وقد يكون بعضها الآخر أشد خطورة كتثبيت مسامير في الفولاذ على ارتفاع 200 قدم (61 م) في الهواء. في عام 2000، توفي 717 عاملًا بسبب الإصابات الناجمة عن السقوط من السلالم، السقالات، المباني، أو غيرها من المرتفعات. بيانات أحدث في عام 2011، وجدت أن حوادث السقوط شكلت 14 ٪ من مجموع الوفيات في مكان العمل في الولايات المتحدة ذلك العام.
يجب على الشركات التأكد من أنها تتبع تشريعات السلامة المعمول بها (مثلًا: قانون السلامة والصحة المهنية في الولايات المتحدة) للحفاظ على بيئة عمل آمنة.

#### عوامل الخطر
قام المعهد الوطني للسلامة والصحة المهنية في الولايات المتحدة بجمع بعض عوامل الخطر المعروفة والتي وجدت مسؤولة عن حوادث السقوط في أماكن العمل.  في حين أن السقوط يمكن أن يحدث في أي وقت وبأي طريقة في مكان العمل، هذه العوامل تعرف بتسببها بسقطات في نفس المستوى، مايعني احتمالية أقل لحدوث سقطات بمستوى أدنى.
العوامل المتعلقة بمكان العمل: الانزلاق على أسطح المشي، الثلوج، الهطول (ثلج / مطر ثلجي / مطر)، البساط أو السجاد الفضفاض، الصناديق/الحاويات، الإضاءة الخافتة، أسطح المشي غير المستوية.
العوامل المتعلقة بتنظيم العمل: سير العمل السريع، المهام التي تستخدم فيها  السوائل أو المواد الزيتية.
العوامل الفردية: العمر، إنهاك العامل، ضعف البصر/ استخدام النظارات، الأحذية غير الملائمة أو الواسعة.
التدابير الوقائية: علامات التحذير

### السقوط المتعمد
يمكن أن يكون السقوط متعمدًا، كما هو الحال في حالات القذف أو القفز المتعمد (الانتحاري). 

## الارتفاع وشدة الخطورة
تزداد شدة الإصابة مع ازدياد ارتفاع السقوط لكنها تعتمد أيضًا على ملامح كل من الجسم والسطح وطريقة اصطدامهما. تزداد فرصة النجاة إذا تم الهبوط على سطح شديد التشوه (سطح يمكن حنيه أو ضغطه أو تحريكه بسهولة) مثل الثلج أوالماء.
تتفاوت الإصابات الناجمة عن السقوط من المباني اعتمادًا على ارتفاع المبنى وعمر الشخص. السقوط من الطابق الأول للمبنى (أعلى الطابق الأرضي) عادة ما يسبب إصابات ولكنها ليست قاتلة. إجمالًا، فإن الارتفاع الذي يموت عنده 50٪ من الأطفال نتيجة السقوط يتراوح بين أربعة وخمسة طوابق (حوالي 12 إلى 15 مترًا أو 40 إلى 50 قدمًا) فوق سطح الأرض.

## الوقاية

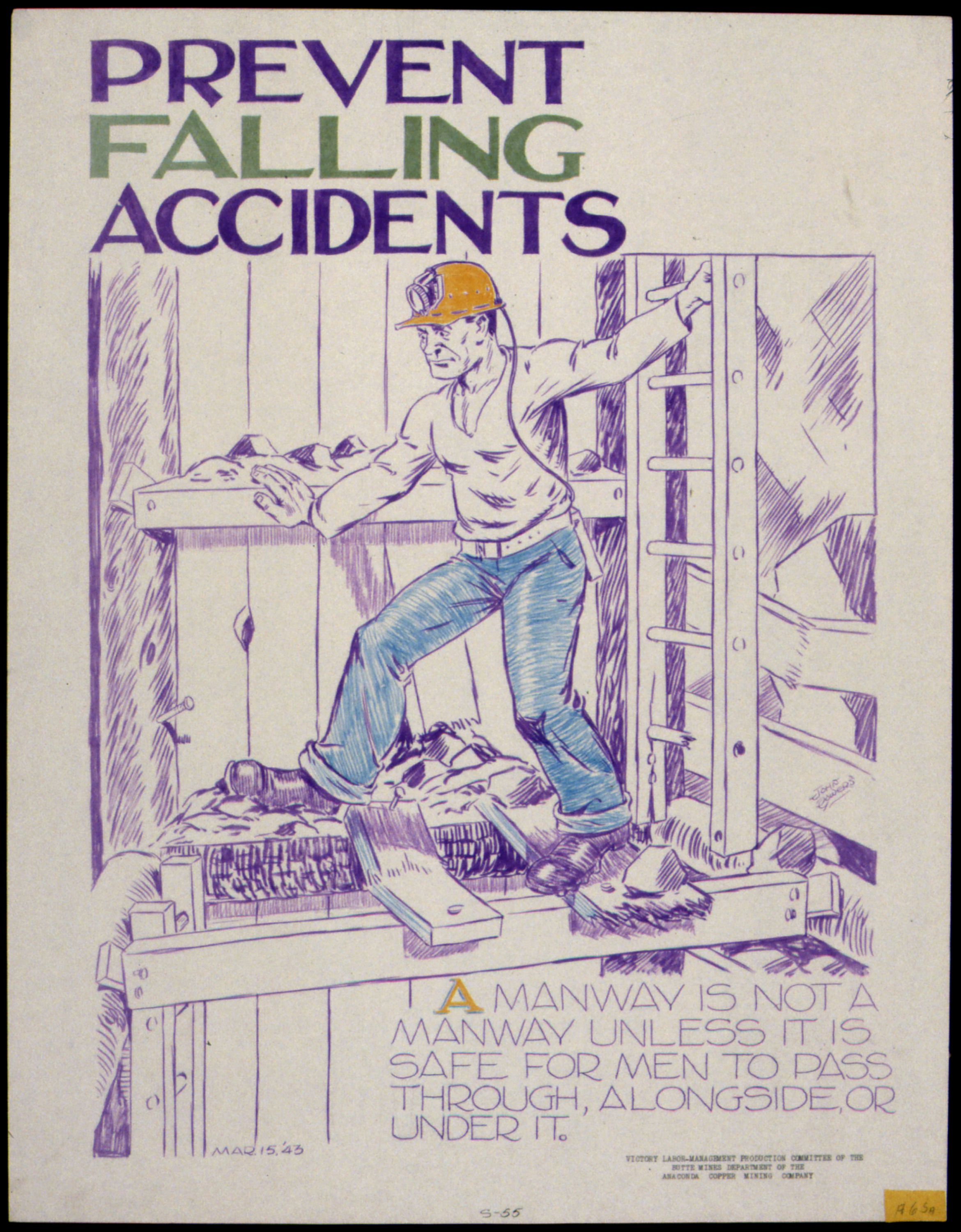
تحاول حملات السلامة في مكان العمل تقليل الإصابات جراء حوادث السقوط.

يمكن خفض معدلات السقوط في المستشفيات بـ 0.72 عند كبار السن  بواسطة عدد من التدخلات.  في بيوت التمريض أيضًا تتم الوقاية من السقوط عن طريق عدد من التدخلات التي تمنع السقوط المتكرر.

## علم الأوبئة

الوفيات بسبب السقوط لكل مليون شخص في عام 2012
0–15
16–21
22–33
34–44
45–55
56–69
70–88
89–106
107–129
130–314
0–15
16–21
22–33
34–44
45–55
56–69
70–88
89–106
107–129
130–314

سنوات الحياة الصحية المفقودة جراء السقوط لكل 100000 نسمة في عام 2004.
no data
less than 40
40–110
110–180
180–250
250–320
320–390
390–460
460–530
530–600
600–670
670–1000
more than 1000
no data
less than 40
40–110
110–180
180–250
250–320
320–390
390–460
460–530
530–600
600–670
670–1000
more than 1000

في عام 2013 أدى السقوط غير المتعمد إلى 556,000 حالة وفاة مقارنة بـ 341,000 حالة وفاة في عام 1990. كما أنه يعد السبب الثاني الأكثر شيوعًا للموت نتيجة الإصابات غير المقصودة بعد الحوادث المرورية. وهو السبب الأكثر شيوعًا للإصابات التي ترى في أقسام الطوارئ في الولايات المتحدة. وجدت إحدى الدراسات أن هناك حوالي 7.9 مليون زيارة لقسم الطوارئ ارتبطت بالسقوط، أي ما يقارب 35.7 ٪ من مجمل الزيارات.